# Schizoretepora aviculifera
Schizoretepora aviculifera is een mosdiertjessoort uit de familie van de Phidoloporidae. De wetenschappelijke naam van de soort is, als Schizellozoon aviculiferum, voor het eerst geldig gepubliceerd in 1930 door Ferdinand Canu en Ray Smith Bassler.